# Hurts 2B Human (single)
Hurts 2B Human is een nummer van de Amerikaanse zangeres Pink voor haar achtste studioalbum Hurts 2B Human (2019). Het nummer werd uitgebracht op 22 april 2019 als de derde en laatste promotie single van het album uitgebracht door RCA Records. "Hurts 2B Human" werd geschreven door Pink, Teddy Geiger, Anna Catherine-Hartley, Alexander Izquierdo, Scott Harris & Khalid Robinson. De productie werd gedaan door Odegard.

## Video
De officiële songtekstvideo van het nummer werd uitgebracht op 22 april 2019.